# Piper agellifolium
Piper agellifolium är en pepparväxtart som beskrevs av Trel. & Yunck.. Piper agellifolium ingår i släktet Piper och familjen pepparväxter. Inga underarter finns listade i Catalogue of Life.